# Tails (besturingssysteem)
Tails of The Amnesic Incognito Live System is een live-system dat op Debian is gebaseerd en gericht is op privacybescherming en anonimiteit. Alle externe netwerkverbindingen worden via onion routing gelegd terwijl alle niet-anonieme verbindingen geblokkeerd worden. Alle data wordt versleuteld over het Tor-netwerk verstuurd zodat geen enkele tussenpersoon in het Tor-netwerk de data kan lezen. Tails is gemaakt om vanaf een Live-DVD of een Live-USB opgestart te worden en laat geen digitale sporen na op een computer tenzij een gebruiker daarvoor expliciet opdracht geeft. Het Tor-project ondersteunt de ontwikkeling van Tails.
Op 26 september 2024 kondigden het Tails Project en het Tor Project aan dat Tails zou samengaan met het Tor Project.

## Software
Tails maakt gebruik van een GNOME desktopomgeving. Tijdens het opstarten van het systeem kan de gebruiker voor verschillende talen kiezen. Tails wordt relatief vaak geüpdatet waarbij sommige software suites geheel of gedeeltelijk vervangen worden.

### Netwerksoftware
Tails versie 2.0 beschikte over:
- NetworkManager voor netwerkconfiguratie
- Tor Browser, een gemodificeerde versie van Mozilla Firefox met:
  - Torbutton voor anonimiteit en bescherming tegen kwaadaardige JavaScript-code,
  - alle cookies worden tussen verschillende sessies gewist,
  - HTTPS Everywhere maakt versleutelde verbindingen mogelijk met een groot aantal websites,
  - NoScript om JavaScript en plug-ins uit te schakelen,
  - AdBlock Plus om advertenties te verwijderen.
- Pidgin geconfigureerd met OTR voor versleutelde instant messaging
- Thunderbird, een opensource e-mail applicatie
- Liferea feedreader
- Gobby voor het gezamenlijk schrijven van teksten
- Aircrack-ng voor het testen van de beveiliging van Wi-Fi-netwerken
- I2P, een anoniem peer-to-peer netwerk
- Electrum, een gebruiksvriendelijke bitcoinclient

### Versleuteling
Voor versleuteling maakte Tails 2.0 onder andere gebruik van:
- LUKS en GNOME Disks voor het installeren en gebruiken van versleutelde opslag, bijvoorbeeld op USB-sticks
- GnuPG, de GNU-implementatie van OpenPGP voor e-mail en versleuteling en ondertekening
- PWGen, een aselecte veilige wachtwoordgenerator
- Florence, een virtueel toetsenbord als bescherming tegen hardware keyloggers
- MAT om metadata in bestanden te anonimiseren
- KeePassX, een wachtwoordbeheerder
- GtkHash voor het berekenen van cryptografische hashfuncties

In juni 2020 raakte bekend dat de videospeler van Tails door Facebook was gehackt, om daarmee een kindermisbruiker te laten opsporen door de FBI.